# Hoslebanen
De Hoslebanen is een natuurijsbaan in Hosle (gemeente Bærum) de provincie Akershus in het zuiden van Noorwegen. De ijsbaan wordt gebruikt als bandybaan. De natuurijsbaan is geopend in 1966 en in 1988 herbouwd zoals de baan nu is. De natuurijsbaan is gelegen op een betonnen veld. Er zijn anno 2019 plannen om een kunstgrasveld en kunstijs aan te leggen, men heeft de financiering echter nog niet helemaal rond. De baan is gelegen tegenover de Hosle skole.
De Hoslebanen is de thuisbaan van ØHIL Bandy (afdeling van Øvrevoll Hosle Idrettslag).